# GitMind
《GitMind》는 JavaScript로 작성된 온라인 마인드 매핑 및 브레인 스토밍 도구이다. GitMind는 2019년 WANGXU TECHNOLOGY (HK) CO., LIMITED에 의해 출시되었으며,
마인드맵, 순서도, 이시카와 다이어그램, 결정 트리, 조직도, 통합 모델링 언어, 개체-관계 모델 등을 지원한다. 일반적으로 지식 관리, 회의록, 프로젝트 관리 및 기타 창의적인 작업에 사용된다. 또한 GitMind는 XMind 파일을 읽고 가져올 수 있다.

## 특징
GitMind의 가장 중요한 기능은 다음과 같다.
- 내장 템플릿 및 스타일
- 개요 생성
- URL로 조직, 개인과 공유
- URL 및 이메일로 공동 작업자 초대
- 항목에 아이콘, 이미지, 하이퍼 링크 및 댓글 삽입
- 마인드 맵을 PNG, JPG, PDF, TXT 형식으로 내 보낸다.
- 글꼴, 색상, 모양 및 선 사용자 지정
- 이전 버전 검색

## 같이 보기
- 마인드맵
- 순서도